# Contea di Wulian
La contea di Wulian (五莲县S, Wǔlián XiànP) è una contea della Cina, situata nella provincia dello Shandong e amministrata dalla prefettura di Rizhao.